# 안자이 가즈키
안자이 가즈키(일본어: 安在 和樹, 1994년 8월 7일 ~ )는 일본의 축구 선수이다.

## 구단 경력
그는 2013년부터 2021년까지 J리그의 도쿄 베르디, 사간 도스, 레노파 야마구치 FC에서 활동하였다.